# Ченнаи (порт)

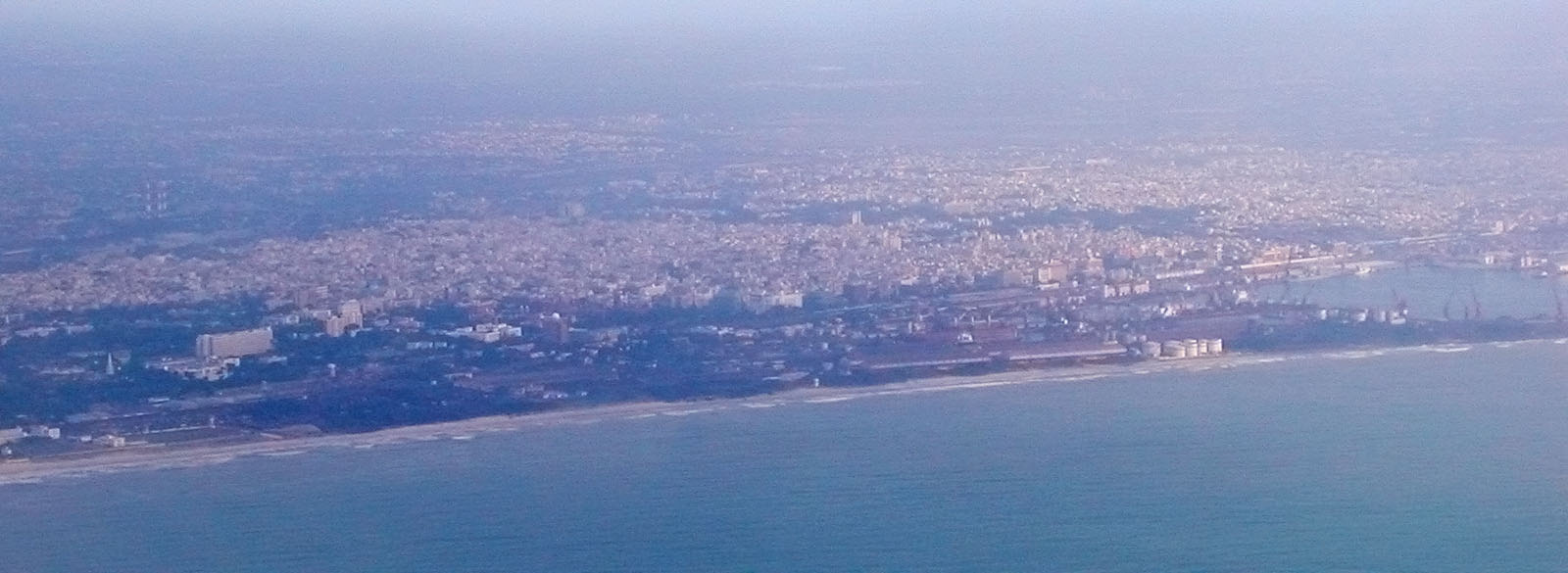
Порт Ченнаи с воздуха

Порт Ченнаи (там. சென்னைத் துறைமுகம்), прежде известный как Мадрасский Порт — второй по величине порт Индии, после Порта Мумбаи, и самый большой порт в Бенгальском заливе. Среди 12 главных портов Индии Ченнаи один из старейших, ему более 125 лет — официально порт начал работу в 1881 году, хотя морская торговля началась здесь ещё в 1639-м.
Ченнаи — всепогодный порт с искусственной гаванью и влажными доками. Раньше Ченнаи был крупным пассажирским портом, теперь это, главным образом, контейнерный порт.
Порт с 3 доками, 26 причалами и глубинами в пределах от 12 до 16,5 м (от 39 до 54,1 футов) стал центральным портом для перевозки контейнеров, автомобилей и проектного груза на восточном побережье Индии. Начав с обработки малых объёмов грузов в первые годы, состоявших в основном из импорта нефти, двигателей и экспорта арахиса, гранита и руд, порт за последние годы обработал 60 миллионов тонн груза.
Порт имеет сертификат соответствия требованиям ISO 14001:2004 и кодекса ОСПС. Его контейнерный терминал в 2008 году обработал 1 миллион двадцатифутовых эквивалентных единиц (TEUs). В настоящее время Ченнаи 86-й по величине контейнерный порт в мире и расширяется. Его пропускная способность приближается к 140 миллионам тонн в год.
В порту обрабатывается множество грузов, включая железную руду, уголь, гранит, удобрения, нефтепродукты, контейнеры, автомобили и многое другое.